# The Medieval Review
The Medieval Review (дословно — «Средневековый обзор»), ранее Bryn Mawr Medieval Review, — рецензируемый академический онлайн-журнал, основанный в 1993 году. Первоначально журнал издавался в Вашингтонском университете, с 1995 по 2007 год — Университетом Западного Мичигана; с 2007 года издаётся Университетом Индианы. В журнале рецензируются книги по проблемам Средневековья. Главный редактор — Дебора Маускопф Делияннис (Университет Индианы). Журнал действует как модерируемый список рассылки по электронной почте и является одним из старейших существующих электронных журналов.